# Flugüberwachungsgerät
Flugüberwachungsgeräte haben gemeinsam mit den Navigationsgeräten die Aufgabe, Lage und Bewegung eines Luftfahrzeugs zu erfassen und der Besatzung in geeigneter Form anzuzeigen.
Zu den Flugüberwachungsgeräten gehören:
- Höhenmesser (engl. altimeter)
- Fahrtmesser (engl. air speed indicator)
- Variometer (engl. vertical speed indicator)
- Horizontkreisel (engl. attitude indicator)
- Wendezeiger (engl. turn and bank, turn indicator)
- Beschleunigungsmesser
- Überziehwarnanlagen
- Außentemperatur-Anzeiger
- Kurskreisel